# Alberto Vincenzo Vaccari
Alberto Vincenzo Vaccari (Bovolone, 1953) è uno storico dell'arte italiano.

## Biografia
Consulente di enti, musei, tribunali, mostre d’antiquariato, associazioni.
Restauratore accreditato alla soprintendenza ai Beni Storici e Artistici del Veneto.
Docente di storia degli stili e metodologie del restauro del mobile all’Istituto Andrea Palladio di Verona. Conferenziere in numerose città italiane, da Roma a Milano, Torino, Venezia, ecc.
Professore in Corsi di Formazione Europei.
Autore del libro “Dentro il Mobile”, considerato un “classico della storia del mobile italiano”, pubblicato in prima edizione da Neri Pozza nel 1992, successivamente distribuito a fascicoli dalla rivista “Cose Antiche” e “Brava Casa”, è stato nel 2005 ripubblicato dalla casa editrice Zanichelli in una “seconda edizione”, riveduta, ampliata ed aggiornata. Assieme al fratello prof. Renzo Vaccari, già collaboratore di “Dentro il Mobile”, è autore del libro “Il Mobile Classico della Pianura Veronese”, edito nel 2001 da “Il Prato” di Padova. Inoltre ha scritto un saggio su “Chi slegherà Maddalena”.
Relatore al convegno internazionale di studio “Interni Medievali”, organizzato dall’Università di Udine nel 1995. 
Relatore nel 2004 alla “IV settimana del restauro e della cultura”, organizzata con il patrocinio dell’Università La Sapienza e del Museo della Scienza e dell’informazione scientifica di Roma.
Esperto d’arte in trasmissioni televisive: “ Mi manda Lubrano del 16 ottobre 1996” RAI 3; 
ogni martedì da novembre 1997 a marzo 1998 come esperto d’arte nella trasmissione Candido condotta   da Antonio Lubrano su TMC. 
Nel settembre 2002 collabora con la trasmissione “RAI 1 mattina sabato e domenica”, inviato come esperto al mercatino dell’antiquariato  di  Lucca; 
da ottobre 2005 all’aprile 2006 esce come esperto d’antiquariato nella trasmissione di RAI 2 Mattina in famiglia condotta da Timperi, Azzariti, Lubrano, Volpe;
Nel 2007, Domenica 17 giugno, il Giornale gli dedica un’intera pagina “TIPI ITALIANI”.
Nel 2020 Domenica 20 settembre, esce sul giornale l’Arena di Verona e su Italia Oggi un articolo dalla prima pagina e poi a tutta pagina sull’interno dal titolo “Addio al Mobile ora mi occupo di Leonardo e.. Dante” 
Oggi è l’ideatore e Art Director del progetto “Celebrando Leonardo 2019 500 anni dalla morte e Celebrando Dante 2021 700 anni dalla morte”, con Vanna Maria Annichini e l’ASSOCIAZIONE CULTURALE MANI D’ORO
Ha scritto le parole dell'Inno a Leonardo, musicato dai Sonohora vincitori festival giovani di S. Remo, cantato da Beatrice Pezzini 2° a The Voice RAI, con video su Youtube dedicato a Leonardo da Vinci con balletto Oki Dance de Paris. 
- Dentro il mobile, seconda edizione, Zanichelli, 2005
- Il mobile classico della pianura veronese (con Renzo Vaccari), Il Prato, 2001
- Dentro il mobile, Neri Pozza, 1992